# سهيلة عبد القادر
سهيلة عبد القادر مواليد 21 أبريل 1978، هي لاعبة كرة يد جزائرية تلعب كحارس مرمى. مثلت منتخب الجزائر لكرة اليد للسيدات.

## سجل المنافسة
شاركت في البطولات التالية:
- بطولة العالم لكرة اليد للسيدات 2013